# Терияки
Терияки, среща се и като териаки, е японски готварски сос за риба или месо. Оригиналният японски начин за употреба на соса е ястието да се приготвя заедно със соса, а не, след като месото е вече готово, сосът да се добави върху него. Традиционният сос терияки съдържа мирин (вид слабо японско оризово вино), захар, соев сос и саке. В САЩ ястията с терияки са доста разпространени, могат да се поръчат не само в японски ресторанти, но и в етнически или американски заведения. Също така ястия със соса могат да се закупят и от супермаркети (като замразена храна например), заведения на стадиони и други обществени места.